# Polybetes
Polybetes é um gênero de aranhas caçadoras sul-americanas que foi descrita pela primeira vez por Eugène Louis Simon em 1897.  Os sinônimos do gênero são Leptosparassus e Streptaedoea . 
São comumente encontrados na grama alta e na casca ou galhos de árvores. Pelo menos duas espécies se adaptaram a ambientes urbanos e foram encontradas em ambientes fechados. São aranhas grandes e não agressivas, possuindo veneno pouco tóxico para o ser humano. 